# Knema plumulosa
Knema plumulosa är en tvåhjärtbladig växtart som beskrevs av James Sinclair.
Knema plumulosa ingår i släktet Knema och familjen Myristicaceae. Inga underarter finns listade i Catalogue of Life.